# Блум, Джим
Джим Блум (англ. Jim Bloom) — сопродюсер фильмов «Звёздные войны. Эпизод V: Империя наносит ответный удар» и «Звёздные войны. Эпизод VI: Возвращение джедая». Его альтернативное имя Джеймс Блум.

## Биография
Карьера Джима Блума в киноиндустрии началась, когда он работал с Джорджем Лукасом над фильмом «Американские граффити». Вскоре после этого он стал помощником режиссера, работающим вместе со многими известными режиссерами, включая Фрэнсиса Форда Коппола над фильмом «Разговор», Роберта Олтмена над фильмом «Воры как мы», Сэма Пекинпы над фильмом «Элита убийц», Стивена Спилберга над фильмом «Близкие контакты третьей степени», Хэла Эшби над фильмом «Поезд мчится к славе» и «Возвращение домой», Мэттью Роббинса над фильмом «Лето в поисках "Корвета"» и Филипа Кауфмана над фильмом «Вторжение похитителей тел». Он присоединился к Джорджу Лукасу, чтобы стать помощником продюсера для фильма «Звёздные войны. Эпизод V: Империя наносит ответный удар» и первым генеральным менеджером ILM. После этого он стал сопродюсером «Звёздные войны. Эпизод VI: Возвращение джедая». Он продюсировал фильм «Предостережение» для 20th Century Fox и «Пламя в душе» для MGM. Помимо того, что Блум был продюсером, он работал креативным руководителем в Sony Pictures. Он также работал в Electronic Arts, где он был нанят, чтобы помочь в улучшении EA entertainment properties в EA-TV. Позже он помог основать компанию интерактивных игр с ведущим финансированием от Kleiner Perkins. Он работал с Tippett Studio, ведущим сервисным центром визуальных эффектов, увеличив их годовой доход с $10 млн. до $25 млн. В настоящее время он разрабатывает ряд новых кинофильмов и телевизионных проектов.
Джим является членом Гильдии режиссёров Америки и Гильдии сценаристов США.

## Фильмография

### Заместитель директора
- 1978 — «Втoржение похитителей тел»/Invasion of the Body Snatchers
- 1978 — «Лето в поисках `Корвета`»/Corvette Summer
- 1978 — «Возвращение домой»/Coming Home
- 1977 — «Близкие контакты третьей степени»/Close Encounters of the Third Kind
- 1976 — «На пути к славе»/Bound for Glory
- 1976 — «Farewell to Manzanar»
- 1975 — «Элита убийц»/The Killer Elite
- 1975 — «4 двойки»/The Four Deuces
- 1973 - 1975 — «Улицы Сан Франциско»/The Streets of San Francisco — 46 эпизодов

### Продюсер
- 2016 — «На грани смерти»/Pushing Dead
- 1991 — «Пламя в душе»/Fires Within
- 1985 — «Предостережение»/Warning Sign
- 1983 — «Звёздные войны. Эпизод 6: Возвращение джедая»/Star Wars. Episode VI: Return of the Jedi
- 1980 — «Звёздные войны. Эпизод 5: Империя наносит ответный удар»/Star Wars: Episode V The Empire Strikes Back

### Управление местоположением
- 1978 — «Возвращение домой»/Coming Home

### Благодарности
- 2011 — «Duke Nukem Forever»
- 2004 — «Звездные войны: Империя мечты»
- 2004 — «Inside the Federation»
- 2004 — «The Matrix Recalibrated»

### Собственное появление
- 2004 — «Звездные войны: Империя мечты»

### Прочее
- 1974 — «Разговор»
- 1974 — «Воры как мы»
- 1973 — «Американские граффити»